# 皮德蘇希
48°51′36″N 24°3′52″E / 48.86000°N 24.06444°E
皮德蘇希（烏克蘭語：Підсухи），是烏克蘭西部的村莊，隸屬伊萬諾-弗蘭科夫斯克州的卡盧什區。該村面積9.21平方公里，2001年人口231，人口密度每平方公里25.1人。